# 1500 en santé et médecine
| Années de la santé et de la médecine : 1497 - 1498 - 1499 - 1500 - 1501 - 1502 - 1503    |
| Décennies de la santé et de la médecine : 1470 - 1480 - 1490 - 1500 - 1510 - 1520 - 1530 |

Cet article présente les faits marquants de l'année 1500 en santé et médecine.

## Fondation
- Date portée par le premier sceau du collège des médecins de Lyon[1].

## Événements
- Première césarienne connue réussie en Occident sur une femme vivante : un châtreur de porcs du bailliage de Thurgovie, en Suisse, accouche sa femme par la voie artificielle, les médecins et treize « ventrières » ayant déclaré la manœuvre impossible par la voie naturelle ; son épouse accouchera encore et on explique aujourd'hui la bonne récupération de l'opérée par le cas d'une « grossesse abdominale libérée sans incision utérine[2],[3] ».
- Vers 1500 : « la France, qui comptait approximativement dix-neuf millions d'habitants [à la veille de la peste noire] en 1340, n'en a plus que seize millions[4] ».

## Publications
- Hieronymus Brunschwig (c. 1450-1512), Liber de arte distillandi de simplicibus ou  Le Petit Livre de la Distillation (Kleines Destillierbuch), manuel de distillation écrit pour les apothicaires, premier de ce genre à être imprimé en Europe[5].
- Johann Tallat, Büchlein der Arznei, recueil de recettes médicinales par les plantes[6],[7].
- Première impression par Callierges et Vlastos à Venise des textes grecs de Galien[8], avant l'aldine des œuvres complètes qui paraîtra, également à Venise, en 1525[9].
- Impression à Lyon, chez Nicolas Wolff[10], de la Practica usualis de Valesco de Tarente (es), chirurgien et médecin portugais, ouvrage qui était déjà sorti des presses de Trechsel[11] et Huss en 1490[12],[13].

## Naissances
- 16 janvier : Antonio Musa Brasavola (mort en 1555), médecin italien[14],[15].
- 25 septembre : Michelangelo Biondo (it) (mort en 1565), médecin italien[16],[17].
- Walther Hermann Ryff (mort vers 1548), chirurgien[18].
- Bartolomeo Maranta (mort en 1571), médecin et botaniste italien[19],[20].
- Jean Cornario (mort en 1558), médecin et humaniste allemand[21].